# Razor (zespół muzyczny)
Razor – kanadyjski zespół thrashmetalowy założony w 1983 w Guelph w prowincji Ontario.
Grupa uznawana za pionierów kanadyjskiego thrash metalu, określana jako jedna z tzw. Wielkiej Czwórki w swoim kraju, obok Voivod, Annihilator i Sacrifice.

## Skład

### Obecny
- Dave Carlo – gitara (1983–1992, od 1997)
- Bob Reid – wokal (1989–1992, od 1997)
- Mike Campagnolo – gitara basowa (1983–1987, 2005–2008, od 2011)
- Rider Johnson – perkusja (od 2014)

### Byli członkowie
- Stace "Sheepdog" McLaren – wokal (1984–1989)
- John "Bone" Scheffel – wokal, gitara (1983–1984)
- Shane Logan – wokal (1984)
- Adam Carlo – gitara basowa (1987–1992, 2003–2005, 2008–2011)
- Jon Armstrong – gitara basowa (1991–1992, 1997–2002)
- Mike Embro – perkusja (1983–1987)
- Rich Oosterbosch – perkusja (1997)
- Rob Mills – perkusja (1988–1992, 1998–2013)

## Dyskografia[2]

### Albumy studyjne
1. Executioner's Song (1985)
2. Evil Invaders (1985)
3. Malicious Intent (1986)
4. Custom Killing (1987)
5. Violent Restitution (1988)
6. Shotgun Justice (1990)
7. Open Hostility (1991)
8. Decibels (1997)
9. Cycle of Contempt (2022)

### Minialbum (EP)
- Armed & Dangerous (1984)

### Album koncertowy
- Live! Osaka Saikou (2016)

### Demo
1. Demo 84 (1984)
2. Escape the Fire (1984)
3. Decibels (1992)

### Składanki
- Exhumed (1994)

### Box
- 35 Years Thrash Insanity (2020)